# Edward Gaming
Edward Gaming (EDG), é uma organização de esportes eletrônicos com sede em Xangai, na China.
A equipe League of Legends da EDG, oficialmente chamada de EDG Hycan, compete na League of Legends Pro League (LPL) e joga em casa no Shanghai Electric Industrial Park. É a única equipe da LPL a ter conquistado o Mid-Season Invitational e o Campeonato Mundial, em 2015 e 2021 respectivamente.
A equipe de Valorant da EDG compete no Valorant Champions Tour como uma franquia parceira. Desde 2022, eles têm representado consistentemente a China no cenário internacional, participando de todos os eventos internacionais desde sua estreia no Valorant Champions de 2022. Eles venceram o Valorant Champions de 2024, derrotando a Team Heretics por 3 a 2 na final.

## História

### 2014
EDward Gaming (EDG) entrou pela primeira vez no cenário profissional de League of Legends em setembro de 2013. A EDG garantiu uma vaga na Etapa de Primavera da LPL 2014 ao adquirir a vaga da LMQ, que havia saído para competir na 2014 NA Challenger Series. As primeiras aquisições da EDG foram Jie e o AD Carry ex-Positive Energy, NaMei, que assinaram com a organização em 10 de fevereiro. Logo depois, em 12 de fevereiro, eles adquiriram os ex-jogadores Team WE, ClearLove e fzzf como seu caçador e suporte, bem como Koro1 como seu top laner.
Em 29 de abril, a EDG ficou em primeiro lugar no International Esports Tournament de 2014 em Yiwu, Zhejiang.
A EDG ganhou a reputação de "super time", emergindo como campeã da Etapa de Primavera da LPL 2014 em 25 de maio.
Eles continuaram com um bom desempenho na Etapa de Verão da LPL 2014, terminando em primeiro lugar tanto na Etapa Regular quanto nos playoffs. Nas finais dos playoffs em 24 de agosto, eles derrotaram a OMG na final da LPL Summer em 24 de agosto. Além do sucesso na LPL, a EDG também obteve sucesso em outros eventos, terminando entre os dois primeiros em todos os grandes torneios em que competiu. A EDG venceu a LPL Regional Finals 2014 em 7 de setembro, garantindo a primeira colocação da China no Campeonato Mundial de 2014. No entanto, a EDG teve um desempenho inferior no Campeonato Mundial. A equipe empatou em segundo lugar em seu grupo com a Ahq e-Sports e acabou perdendo para  a Royal Club, por 2–3 na primeira rodada dos playoffs.
Em 12 de setembro, a EDG venceu o X Championship Season I. Em 26 de outubro, a EDG ficou em primeiro lugar no 2014 NVIDIA Game Festival. No dia 2 de novembro, a EDG terminou em segundo lugar no National Eletronic Sports Tournament 2014 (NEST 2014). O AD Carry Deft da Samsung Galaxy Blue anunciou em 11 de novembro que tinha se transferido para a EDG. Em 2 de dezembro, o mid laner PawN juntou-se à EDG vindo do Samsung Galaxy White. A EDG venceu o National Electronic Sports Open de 2014, derrotando a LGD Gaming nas finais em 7 de dezembro. Em 13 de dezembro, eles ficaram em primeiro lugar na 2ª temporada da Demacia Cup. No dia 17 de dezembro, Azure, agora conhecido como Meiko, juntou-se à equipe.
Em 28 de dezembro, a EDG ficou em primeiro lugar na G-League 2014.

### 2015

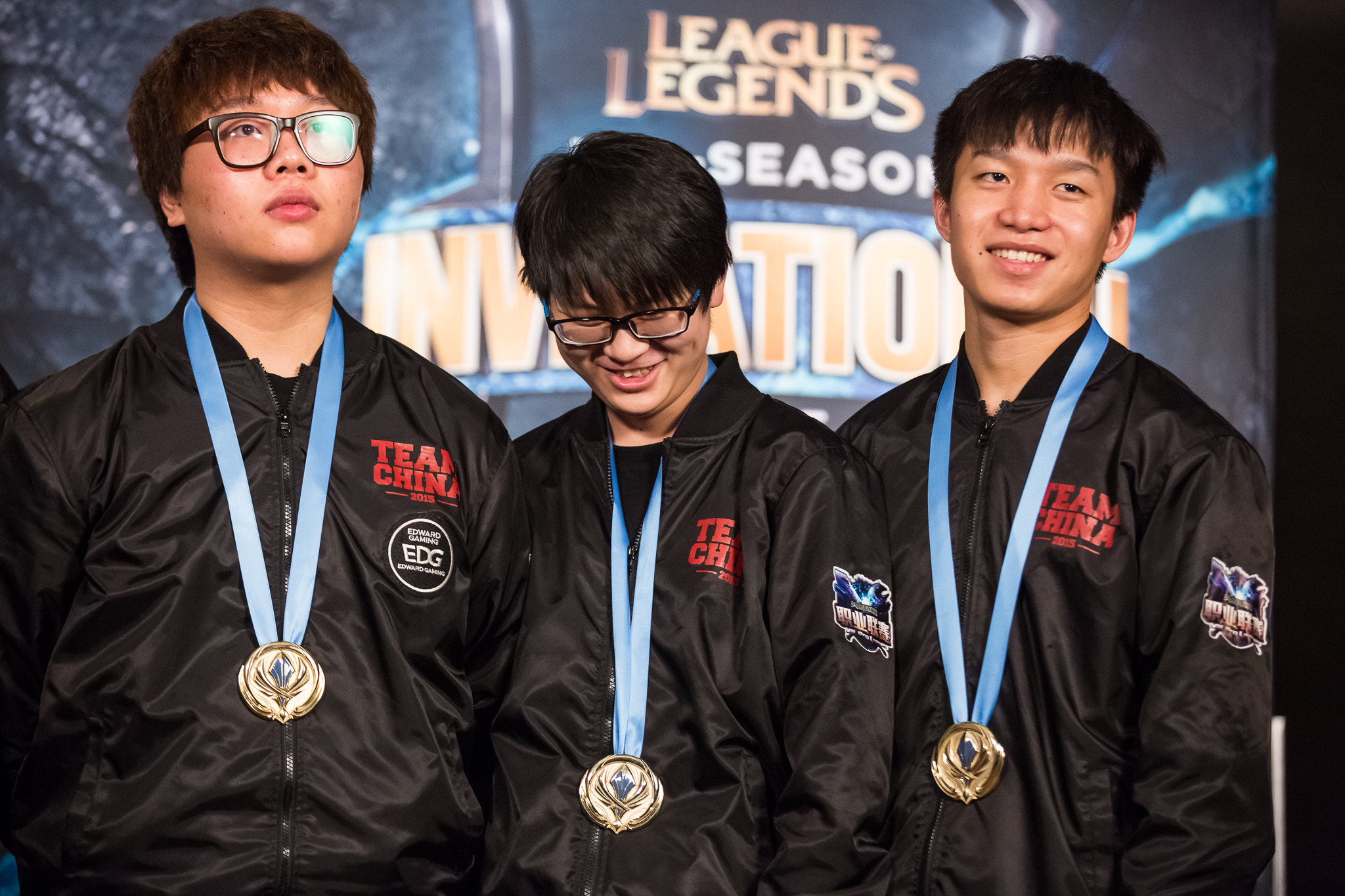
Jogadores posam com as medalhas após vencer o Mid-Season Invitational 2015

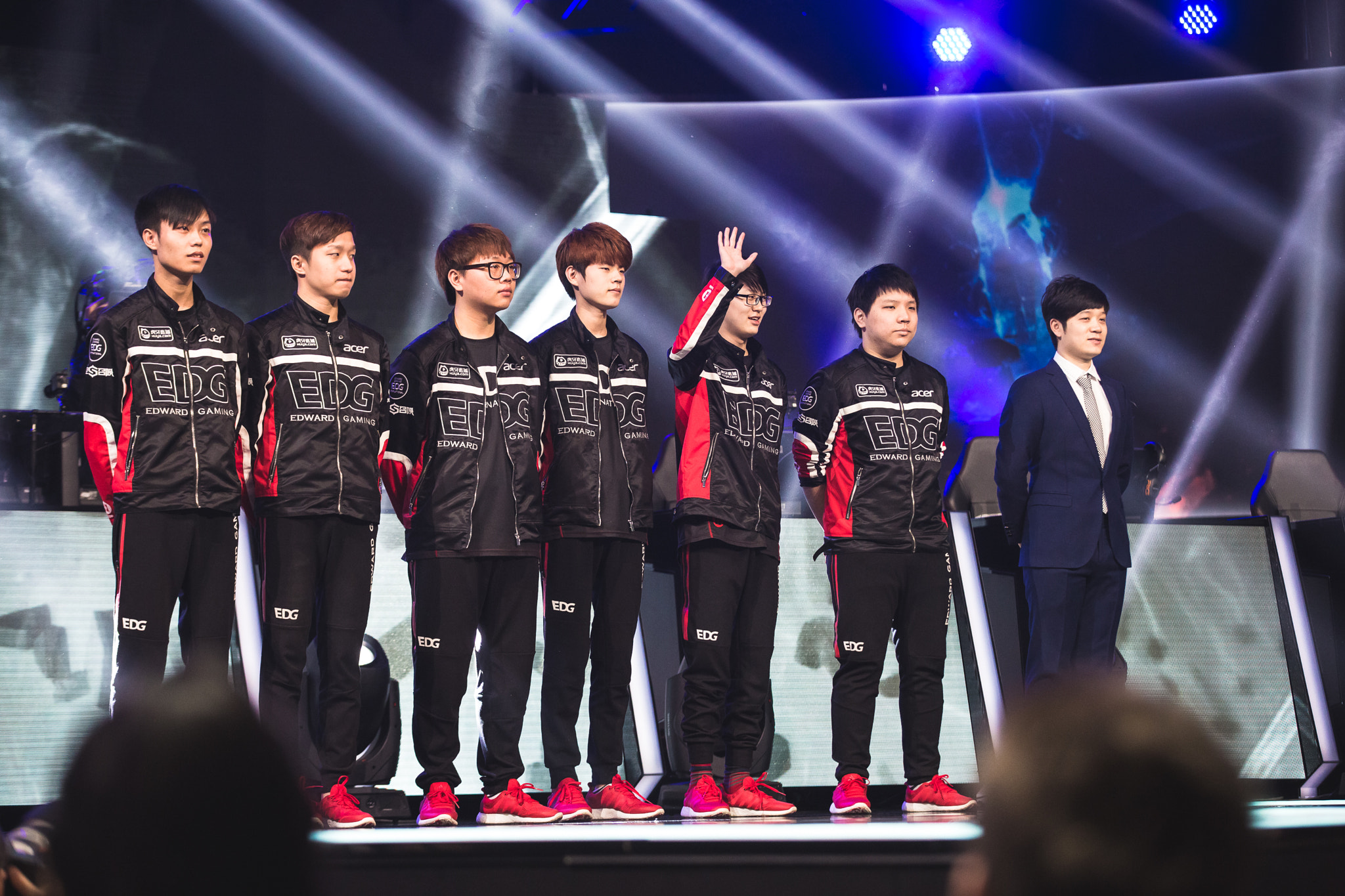
Edward Gaming no Campeonato Mundial de League of Legends 2015

Em 4 de janeiro, NaMei deixou o time e se juntou ao Star Horn Royal Club. No dia 15 de janeiro, um dia antes do início do Etapa de Primavera da LPL 2015, fzzf anunciou sua aposentadoria. Ele foi substituído temporariamente por Mouse, que jogou com o time nas finais da G-League 2014 e nas duas primeiras semanas daquele split.
Em 16 de janeiro, a EDG iniciou uma divisão de Hearthstone com lvxiaobu, yutian e longshi.
A partir da terceira semana do split, Meiko atuou como suporte. No dia 26 de abril, Reapered foi anunciado como novo treinador. A EDG terminou em primeiro lugar nos Playoffs da Etapa de Primavera da LPL 2015, derrotando a LGD por 3–2 na final. O título da Etapa de Primavera da EDG levou-os a classificação para o Mid-Season Invitational inaugural.
A EDward Gaming venceu SKT T1 nas finais do Mid-Season Invitational 2015 e foi coroada a primeira campeã do recém-criado torneio.
No Campeonato Mundial de 2015, a EDG perdeu nas quartas de final para a equipe da LEC, Fnatic por 0–3.

### 2016
Em 23 de abril de 2016, na Final da LPL Spring de 2016, a EDG perdeu para Royal Never Give Up (RNG) por 1–3 e terminou como vice-campeã.
A EDG se classificou para os Playoffs da Etapa de Verão da LPL 2016 devido à sua colocação na Etapa Regular. Mas perderam para RNG por 0–3 na final do torneioe recebeu a segunda semente da LPL para o Mundial de 2016.
A equipe empatou com a AHQ na fase de grupos, e o só se classificou para as quartas de final nos critérios de desempate. Em 16 de outubro de 2016, o EDG perdeu para o time sul-coreano ROX Tigers por 1–3 nas quartas de final e foram eliminados do torneio. Na Demacia Cup de 2016, a EDG derrotou a RNG por 3–1 e avançou para a final. Na final, derrotaram a I May e estabeleceu o recorde de cinco campeonatos consecutivos em torneios de uma equipe da LPL.

### 2017
Em abril de 2017, a EDG perdeu para a RNG por 1–3 nas semifinais dos Playoffs da Etapa de Primavera  da LPL 2017 e seguiu com uma vitória por 3–2 sobre a OMG, terminando em terceiro. Na Etada de Verão, a EDG derrotou a IG na segunda rodada dos playoffs para avançar para as finais. Na final, a EDG derrotou a RNG para conquistar seu quinto título da LPL e se classificar para o Campeonato Mundial de 2017. EDG foi eliminada do Mundial sem conseguir ficar entre os dois primeiros do grupo, terminando com um placar de 2–4.

### 2018
Em 7 de janeiro de 2018, a EDG venceu a Demacia Cup Winter com uma vitória por 3–1 sobre a Snake Esports.
Na Etapa de Primavera da LPL 2018, a equipe avançou para os playoffs depois de terminar em primeiro na temporada regular, derrotando Rogue Warriors antes de perder para a RNG nas finais e terminar como vice-campeã.
Em 4 de maio de 2018, a EDG anunciou a conclusão de uma rodada de investimento de quase ¥100 milhões, sendo o principal investidor conjunto do China Idol Entertainment Industry Fund, que é dominado pela Capital e CIC Zhongcai.

### 2020
EDG ficou em sexto lugar na Etapa Regular da LPL Spring Split 2020, com um recorde de 9 vitórias e 7 derrotas. Na primeira rodada dos playoffs, derrotou a RNG e avançou para a segunda rodada, onde eles perderam por 1–3 para FunPlus Phoenix. A EDG ficou em nono lugar na Etapa Regular do segundo split do mesmo ano, com um recorde de 8 vitórias e 8 derrotas e não conseguiu se classificar para os playoffs; o pior desempenho doméstico da equipe até o momento.

### 2021
No primeiro split da LPL 2021, a Edward Gaming terminou a Etapa Regular em segundo lugar, se classificando para os playoffs. Após vencerem a TES por 3–0, se classificaram para as semifinais, enfrentando a FPX, onde foram derrotados por 3–2, na lower bracket enfrentaram a RNG e foram derrotados novamente pelo mesmo placar, sendo eliminados do torneio na terceira colocação.
Na Etapa de Verão, a EDG finalizou a Etapa Regular novamente na segunda colocação, indo para os playoffs.
Na Rodada 4 dos Playoffs, a EDG enfrentou a Team WE e foi vencida por 3–2 e lançada para a chave inferior. Enfrentaram LNG e venceram o confronto por 3–1, o próximo adversário seria a WE novamente, dessa vez a EDG atropelou a WE por 3–0 e se classificando para a final, onde enfrentaria a FPX. A EDG foi campeã da LPL Summer 2020 vencendo a FPX por 3–1, e conquistando a seed 1 para o Mundial.

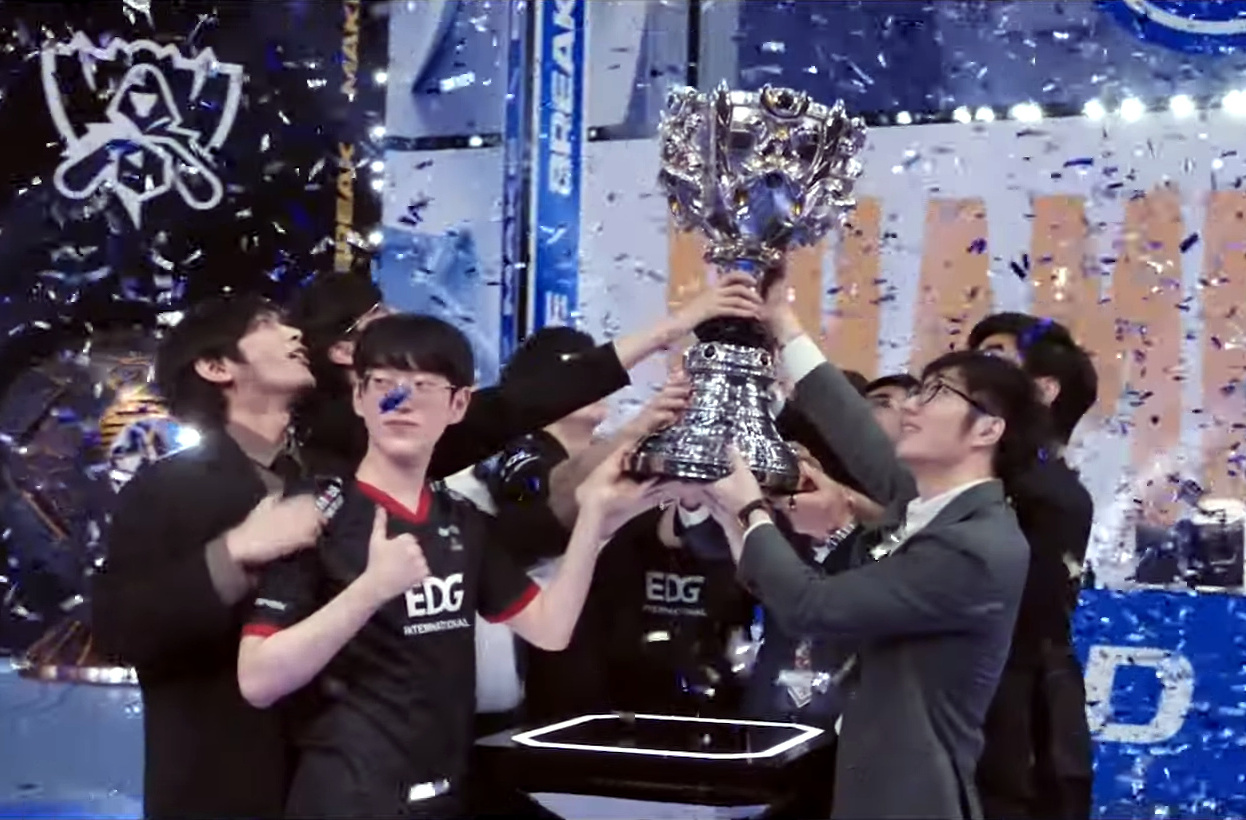
Edward Gaming venceu o Campeonato Mundial de 2021

A EDG passou da Fase de Grupos em segundo lugar, atrás da T1. Nos Playoffs enfrentou a rival Royal Never Give Up, vencendo por 3–2, nas semifinais venceu a Gen.G pelo mesmo placar. Na final derrotou a DWG KIA por 3–2, conquistando seu primeiro título mundial.
O EDG venceu o Campeonato Mundial de 2021 e se tornou o primeiro time a conquistar o título jogando três séries completas de melhor de cinco.

### 2022
Durante o Campeonato Mundial de League of Legends de 2022, Edward Gaming terminou em 5º/8º depois de perder por 2–3 para a DRX, tornando-se o segundo time na história do Campeonato Mundial a sofrer um reverse sweep no evento.